# رالف إي. ترومان
رالف إي. ترومان (بالإنجليزية: Ralph E. Truman)‏ هو عسكري أمريكي، ولد في 10 مايو 1880 في كانساس سيتي في الولايات المتحدة، وتوفي بنفس المكان في 30 أبريل 1962.